# Капијетробели (Бергамо)
Капијетробели је насеље у Италији у округу Бергамо, региону Ломбардија.
Према процени из 2011. у насељу је живело 203 становника. Насеље се налази на надморској висини од 513 м.